# Pavel Srníček
Pavel Srníček (Ostrava, 10 maart 1968 – aldaar, 29 december 2015) was een Tsjechisch doelman in het betaald voetbal. Hij speelde 49 interlands in het Tsjechisch voetbalelftal van 1994 tot 2001. Srníček overleed op 47-jarige leeftijd aan een hartstilstand.

## Clubcarrière

### Newcastle United
Pavel Srníček speelde zich in de kijker van Newcastle United vanwege zijn prestaties bij jeugdclub Baník Ostrava. Newcastle-coach Jim Smith telde  in de zomer van 1991 een bedrag van £ 350.000 ,- neer voor de Tsjechische doelman.
Door de concurrentie van Tommy Wright was het uitzicht op speelkansen voor Srníček nog even troebel. Onder de Argentijnse coach Osvaldo Ardiles werd Srníček een vaste waarde. Newcastle, dat in 1991/92 een duister seizoen beleefde in de Football League Second Division, ontsloeg Ardiles echter wegens tegenvallende resultaten. Kevin Keegan, de opvolger van Ardiles, behield het vertrouwen in Srníček en de Tsjech bloeide verder open.
In mei 1993, nog geen jaar na de diepe sportieve dalen, promoveerde Newcastle naar de Premier League met Keegan als trainer en mét Srníček als eerste doelman. In de Premier League bleef Srníček vervolgens tussen de palen staan.
Pavel Srníček werd twee keer tweede van de Premier League met Newcastle, achter Manchester United. Dit leidde tot twee Europese campagnes. De eerste, de UEFA Cup 1996/97, eindigde met uitschakeling door het Franse AS Monaco in de kwartfinales. De tweede, de UEFA Champions League 1997/98, verliep minder rooskleurig. Srníček en zijn maats, niet langer onder Keegan maar met Kenny Dalglish als trainer, werden uitgeschakeld na de groepsfase. Het Nederlandse PSV Eindhoven en het Oekraïense FC Dynamo Kiev stootten door, terwijl Newcastle United en het Spaanse FC Barcelona waren uitgeschakeld.
Srníček, die lange tijd de as van de verdediging vormde met Darren Peacock en de Belg Philippe Albert, verliet Newcastle United in 1998. Shaka Hislop was namelijk basisspeler.

### Sheffield Wednesday
Srníček speelde vervolgens van 1998 tot 2000 voor Premier League-club Sheffield Wednesday, na eerst nog even te zijn teruggekeerd naar jeugdclub Baník Ostrava. In 2000 degradeerde Sheffield Wednesday uit de Premier League, nadat de club acht opeenvolgende seizoenen in die Premier League had gespeeld. Srníček verliet daarom de club. In maart 2000 verloor Srníček zijn plaats in doel aan Kevin Pressman. Die laatste keerde terug uit blessure.

### Italië
Srníček begon toen aan een Italiaans avontuur bij Brescia (2000–2003) – en Cosenza (2003), na gebruik te maken van het Bosmanarrest. In november 2000, tegen Reggina en bij supportersrellen, werd Srníček als doelman van Brescia geraakt door een vuurpijl. Scheidsrechter Pierluigi Collina legde de wedstrijd daarom stil.

### Portsmouth
In 2003 besloot Srníček om terug te keren naar Engeland. Hij tekende een contract bij kersvers Premier League-club Portsmouth, waar hij reservedoelman werd achter een voor hem oude bekende: de nationale doelman van Trinidad en Tobago, Shaka Hislop. De Nederlander Harald Wapenaar was de andere concurrent van de Tsjech.
Daarnaast trof Srníček met Patrik Berger, ex-Liverpool, een landgenoot aan.

### West Ham United
In 2004 werd Srníček reservedoelman van West Ham United, achter Stephen Bywater.

### SC Beira-Mar
Van 2004 tot 2006 was de Tsjech eerste doelman van het Portugese SC Beira-Mar, waarvoor hij uiteindelijk 63 competitiewedstrijden speelde.

### Terugkeer naar Newcastle United
Srníček keerde in 2006 terug naar Newcastle, waar hij jaren eerste doelman was, als reservedoelman achter Shay Given. In 2007 beëindigde Srníček zijn loopbaan.

## Interlandcarrière
Srníček nam met het Tsjechisch voetbalelftal deel aan Euro 1996 in Engeland. Tsjechië verloor de finale van Duitsland met 2–1. Hij was op dat toernooi slechts de doublure van eerste doelman Petr Kouba. Na dat toernooi werd Srníček eerste doelman en werd met Tsjechië derde op de FIFA Confederations Cup 1997. Srníček speelde alle groepswedstrijden van de Tsjechen op Euro 2000 in Nederland en België. Frank de Boer scoorde in de 89ste minuut het Nederlandse doelpunt tegen hem in de groepsfase (1–0).
Srníček stopte als international op 29 november 2001, nadat Tsjechië zich niet wist te plaatsen voor het WK 2002 in Japan en Zuid-Korea.

## Overlijden
Srníček overleed op 29 december 2015 op 47-jarige leeftijd, nadat de voormalige doelman het slachtoffer was geworden van een hartstilstand tijdens het joggen.